# گونتر زاکس
فریتس گونتر زاکس (آلمانی: Fritz Gunter Sachs؛ ۱۴ نوامبر ۱۹۳۲ – ۷ مهٔ ۲۰۱۱) کارگردان فیلم، مستندساز، عکاس، پدیدآور و ستاره‌بین اهل سوئیس بود.
او روابط عاشقانه‌ای نیز با ثریا اسفندیاری داشت و همسر سوم بریژیت باردو بود.